# Tates Wollige Zwergbeutelratte
Tates Wollige Zwergbeutelratte (Marmosa paraguayana), auch Südöstliche Zwergbeutelratte genannt, ist eine Beuteltierart, die im südöstlichen Brasilien, vom Süden Bahias im Norden bis in den Norden von Rio Grande do Sul im Süden, im äußersten Nordosten von Argentinien (Provinz Misiones) und im Osten von Paraguay vorkommt.

## Beschreibung
Tates Wollige Zwergbeutelratte erreicht eine Kopfrumpflänge von 12 bis 24 cm und hat einen 15 bis 26 cm langen Schwanz und ein Gewicht von 56 bis 230 g. Der Schwanz ist im Schnitt etwa 25 % länger als Kopf und Rumpf zusammen. Das Fell ist lang, weich und wollig. Der Rücken ist einfarbig grau, manchmal mit einem leichten bräunlichen Einschlag. Der Kopf ist bräunlich und zwischen den Augen und über Nase orange. Rund um die schwarzen Augen finden sich dunkle Augenringe, die nicht bis zur Ohrbasis reichen. Sie sind weniger deutlich ausgeprägt als bei anderen Zwergbeutelratten. Die Ohren sind rund und rosig bis bräunlich. Der Bauch ist bräunlich bis orange und am Übergang zu den Körperseiten grau. Die Füße sind hellbraun bis rosig. Der haarlose Abschnitt des Schwanzes ist braun, das letzte Drittel ist weiß oder weiß gesprenkelt. Die körpernahen 30 mm des Schwanzes sind beharrt. Weibchen haben keinen Beutel. Die Anzahl der Zitzen liegt bei elf, je fünf an jeder Seite und eine mittige. Der Karyotyp ist 2n=14,FN=24.

## Lebensraum und Lebensweise

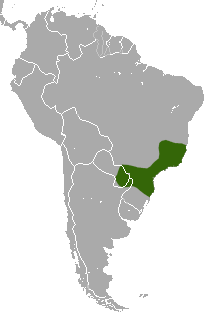
Das Verbreitungsgebiet

Tates Wollige Zwergbeutelratte lebt in Primär- und Sekundärwäldern, sowohl in geschlossenen Waldbeständen als auch in fragmentierten Wäldern. In Eucalyptusforsten kommt die Art vor wenn die Strauch- und Krautschicht von einheimischen Arten gebildet wird. Sie ist weitgehend arboreal (baumbewohnend) und geht nur auf den Erdboden um zwischen Waldfragmenten zu wechseln, was sehr selten vorkommt. Dabei legt sie Entfernungen bis zu 300 Metern zurück. Tates Wollige Zwergbeutelratte ist nachtaktiv und hat ihren Aktivitätshöhepunkt kurz nach Sonnenuntergang. Danach nimmt ihre Aktivität mit fortschreitender Nacht immer mehr ab. Alle bisher in Fallen gefangenen Exemplare wurden in Höhen von drei bis zwölf Metern über dem Erdboden gefangen.
Die Ernährung von Tates Wolliger Zwergbeutelratte ist weit besser erforscht worden als die der übrigen Zwergbeutelratten. Bei Untersuchungen im südöstlichen Brasilien enthielten mehr als 80 % bis 100 % der Kotproben von Tates Wolliger Zwergbeutelratte Überreste von Gliederfüßern und 40 bis 58 % enthielten Überreste von Früchten. Zu den Beutetieren zählen Käfer, Hautflügler, vor allem Ameisen, Raupen, Heuschrecken, Spinnen, Schnabelkerfe, Schaben, Asseln, Weberknechte und kleine Vögel. Die im Kot vorhandenen Samen stammen von Ameisenbäumen, Amaioua, Brechsträuchern, Flamingoblumen (Anthurium harrisii), Clidemia, Miconia, Passionsblumen, Philodendren, Pfeffer, Tapirira.
Tates Wollige Zwergbeutelratte baut Nester in Baumhöhlen, in Bromelien, in Termitenbauten oder zwischen Lianen in Höhen von 4,5 bis 10 Metern. Bevorzugt wird die Palmenart Astrocaryum aculeatissimum, wo die Beutelratte ihre Nester zwischen abgestorbenen Blättern errichtet. Auch vom Menschen gebaute Nistkästen werden angenommen. Die Tiere vermehren sich während der Regenzeit von Oktober bis Mai. Die Weibchen, die mit einem Alter von etwa sechs Monaten geschlechtsreif werden, können in einem Jahr ein oder mal Jungtiere bekommen. Die Anzahl der Jungtiere liegt zwischen sechs und elf.

## Status
Der Bestand von Tates Zwergbeutelratte wird von der IUCN als ungefährdet (Least concern) eingeordnet. Sie ist weit verbreitet, kommt mit der Anwesenheit von Menschen und Beeinträchtigungen ihres Lebensraums durch den Menschen gut klar, lebt auch in zahlreichen Schutzgebieten und ist häufig. Da große Teile ihres Lebensraums aber dicht von Menschen besiedelt sind, kann es sein das einzelne Populationen von Tates Wolliger Zwergbeutelratte in Zukunft erlöschen.

## Belege
1. 1 2 3 4 5 6  Diego Astúa: Family Didelphidae (Opossums). in Don E. Wilson, Russell A. Mittermeier: Handbook of the Mammals of the World – Volume 5. Monotremes and Marsupials. Lynx Editions, 2015, ISBN 978-84-96553-99-6. Seite 143.
2. ↑  Marmosa paraguayana in der Roten Liste gefährdeter Arten der IUCN 2018. Eingestellt von: Brito, D., Astua de Moraes, D., de la Sancha, N. & Flores, D., 2015. Abgerufen am 30. Juni 2019.